# Dumitru Furtună
Dumitru Furtună (n. 26 februarie 1890, Tocileni, jud. Botoșani – d. 15 ianuarie 1965) a fost un preot, teolog, istoric, publicist și folclorist român.

## Biografie
Dumitru Furtună s-a născut în satul Tocileni din comuna Stănceni (azi în județul Botoșani), la 26 februarie 1890. A urmat studiile secundare la Seminarul Teologic din Iași, iar pe cele universitare la Facultatea de Teologie din București în 1915 și apoi a fost preot și profesor în Dorohoi. În perioada interbelică a colaborat cu mai multe publicații și reviste, administrând revista Tudor Pamfile din 1923. Mai târziu, devine doctor în teologie (1927). A contribuit cu lucrări de istoria bisericii și istorie locală, editând documente, inscripții și surse folclorice.

## Publicații
- Preoțimea românească în sec. XVIII, 1915
- Ucenicii starețului Paisie la mănăstirile Cernica și Căldărușani
- Chesarie episcopul Buzăului. Viața și meritele sale. Studiu istoric, București, 1913, 59 p.

Folcloristică:
- Izvodiri din bătrâni, 1912, ediția I, ediția a II-a, 1947, lucrare premiată de Academia Română
- Vremuri înțelepte, 1913, culegere de povestiri, snoave și legende
- Cântece bătrânești din părțile Prutului, 1927, cu 67 de balade

## Comemorări
Strada „Dumitru Furtună” din Dorohoi îi poartă numele.